# Franklin (Maine)
Pour les articles homonymes, voir Franklin.
Franklin est une ville américaine située dans le Comté de Hancock, dans le Maine. Selon le recensement de 2020, sa population est de 1 567 habitants.